# Escravidão feminina nos Estados Unidos
A instituição da escravidão na América do Norte, existiu desde os primeiros anos do período colonial até 1865, quando a Décima Terceira Emenda aboliu permanentemente a escravidão em todo o território estadunidense. Foi abolida, também, entre as tribos indígenas soberanas no Território Indígena por novos tratados de paz que os Estados Unidos da América requereram após a Guerra da Secessão.
Durante a maioria do século XVII e parte do século XVIII, escravos do sexo masculino eram em maior número que escravas do sexo feminino, fazendo com que os dois grupos tivessem experiências distintas nas colônias. Vivendo e trabalhando em uma ampla variedade de circunstâncias e regiões, homens e mulheres afro-americanos tiveram variadas experiências de escravidão. Com o aumento de mulheres africanas sequestradas, bem como os escravos nascidos nas colônias, estupros cresceram entre 1730 e 1750. "A singularidade da situação das mulheres afro-americanas é que ela situa-se no cruzamento de duas das mais bem desenvolvidos ideologias na América, sobre as mulheres e sobre o Negro." Possuindo identidades femininas e identidades negras, mulheres africanas escravizadas enfrentaram racismo e sexismo.

## América Colonial

### Virgínia

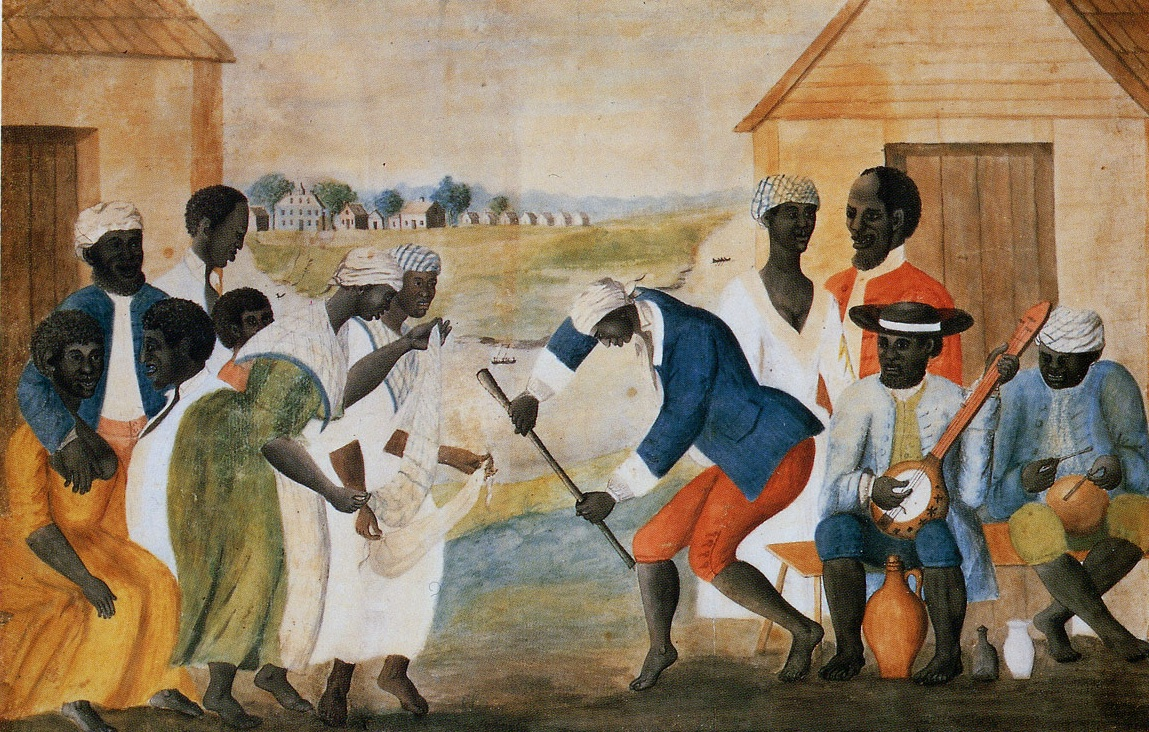
A Velha Plantação, c. 1790. Os Africanos escravizados em uma plantação na Carolina do Sul.

A partir de 1700 e 1740, um número estimado de 43.000 escravos foram levados para a Virgínia e, a exceção de 4.000 escravos, foram sequestrados diretamente da África. Pesquisas recentes sugerem que o número de mulheres e homens transportados neste período foi semelhante, incluindo um elevado número de filhos. Como a maioria dos escravos provinham da África Ocidental, suas culturas eram centrais de meados ao fim do século XVIII da escravidão na Virgínia. Valores africanos foram predominantes e as culturas das mulheres da África Ocidental tinham fortes representações. Algumas representações culturais predominantes formavam os poderosos laços entre mãe e filho e entre as mulheres na comunidade feminina. Entre o grupo étnico Ibo (da atual Nigéria ,em particular, que incluía entre um terço e metade dos escravos no início do século XVIII, a autoridade feminina (a omu) "administrava sobre uma ampla variedade de questões importantes para as mulheres, em particular, e para a comunidade como um todo." O grupo étnico lgbo representava um grupo de pessoas trazidas para a Chesapeake, porém, em geral, os africanos vieram de uma variada gama de culturas. Todos vieram de comunidades onde as mulheres eram fortes, e foram introduzidas sociedade patriarcal, violentamente racista e exploradora; homens brancos normalmente caracterizavam todas as mulheres negras como uma paixão sexual, visando justificar seu abuso sexual e miscigenação.
Meninas da Virgínia, sobretudo meninas negras, não eram educadas, e a maioria era analfabeta. Mulheres africanas e afro-americanas escravas ocupavam um vasta gama de posição. As colônias do sul eram majoritariamente sociedade agrárias, onde mulheres escravas provinham trabalho nos campos, plantando e executando tarefas, mas, principalmente na esfera doméstica, cuidando de doentes, cuidando das crianças, cozinhando, lavando etc.

### Nova Inglaterra
A historiadora Ira Berlin distingue entre "sociedades de escravos" e "sociedades com escravos". Nova Inglaterra era considerada uma sociedade com escravos, dependente do comércio marítimo e agricultura diversificada, em contraste às sociedades de escravos do sul, que eram "social, econômica e politicamente dependentes do trabalho escravo, possuíam uma grande população escrava e permitia extenso poder dos donos de escravos sobre seus escravos não fiscalizados pela lei." Nova Inglaterra tinha uma pequena população escrava, em que os donos de escravos pensavam ser patriarcas que tinham o dever de proteger, guiar e cuidar de seus escravos. Mulheres escravas na Nova Inglaterra tinham maiores oportunidades de lutarem por sua liberdade do que em outras regiões pois "o sistema legal da Nova Inglaterra, a frequência de alforria dada pelos donos e as chances de contratação, especialmente entre escravos homens, que procuravam oportunidades de ganhar dinheiro suficiente para comprar uma esposa e filhos."